# مليندا هيل
مليندا هيل (بالإنجليزية: Melinda Hale)‏ (19 أبريل 1955 في الولايات المتحدة - ) هي لاعبة كرة يد أمريكية. شاركت في الألعاب الأولمبية الصيفية 1984.

## وصلات خارجية
- مليندا هيل على موقع اللجنة الأولمبية الدولية (الإنجليزية)
- مليندا هيل على موقع أوليمبيديا (الإنجليزية)